# Traité de Luxembourg (1970)
Pour les articles homonymes, voir Traité de Luxembourg.
Le traité de Luxembourg a été signé par les membres de la Communauté européenne le 22 avril 1970.
Il instaure un système de ressources propres. Les Communautés percevront ainsi les droits de douane et les prélèvements sur les importations agricoles, et une partie de la TVA.